# Pays non belligérant
 (avril 2022).
Si vous disposez d'ouvrages ou d'articles de référence ou si vous connaissez des sites web de qualité traitant du thème abordé ici, merci de compléter l'article en donnant les références utiles à sa vérifiabilité et en les liant à la section « Notes et références ».
 (avril 2022).
Un pays non belligérant est un pays qui n'intervient pas directement dans un conflit international.
C'est Benito Mussolini qui invente cette subtilité diplomatique en septembre 1939 lors du déclenchement de la Seconde Guerre mondiale en Europe. Liée à l'Allemagne nazie par le Pacte d'acier (Traité d'alliance signé le 22 mai 1939 par Ciano et Ribbentrop), l'Italie se trouve dans l'impossibilité d'entrer en guerre aux côtés de son alliée dès septembre 1939. Le pays n'est prêt ni militairement, ni économiquement à affronter le Royaume-Uni et la France. Alors, pour ne pas perdre la face et maintenir tout de même une certaine pression sur les Alliés en Méditerranée et dans les Alpes, Mussolini proclame la « non-belligérance » de l'Italie. Cette invention diplomatique dispense dans l'immédiat le Duce de prendre une part active au conflit tout en lui évitant de se déclarer neutre, ce qui aurait trahi la lettre et l'esprit de son pacte d'alliance avec Hitler. 
Le concept de pays non belligérant est plus large que le concept de pays neutre. Un pays neutre ne soutient aucune des parties impliquées dans une guerre tandis qu'un pays non belligérant s'engage simplement à ne pas intervenir militairement, mais peut vendre ou même offrir des armes aux belligérants.
Un pays neutre est donc non belligérant, mais un pays non belligérant n'est pas toujours neutre.
La Seconde Guerre mondiale fournit des exemples importants de pays non belligérants mais non neutres.
L'Espagne franquiste était un pays officiellement ami des puissances de l'Axe. Francisco Franco devait en grande partie sa victoire lors de la Guerre civile espagnole au soutien de l'Italie fasciste et de l'Allemagne nazie (exemples de la Bataille de Guadalajara ou du bombardement de Guernica). 
Neutre en septembre 1939, Franco proclame la non-belligérance de l'Espagne le 10 juin 1940 et annexe la ville internationale de Tanger au Maroc espagnol le 14 juin 1940, jour où la Wehrmacht entre à Paris. 
L'Espagne entretenait d'intenses échanges commerciaux, y compris pour des industries utiles pour la guerre, et encourageait des volontaires à aller se battre du côté de l'Axe (dont la célèbre Division Bleue). 
Cependant, malgré la pression intense de Hitler qui rencontre Franco à Hendaye le 23 octobre 1940 et lui promet le retour de Gibraltar à l'Espagne (voir Entrevue d'Hendaye), le Caudillo refusera toujours d'entrer en guerre contre le Royaume-Uni et encore moins contre les États-Unis. Dans ses Mémoires sur la Seconde Guerre mondiale, Winston Churchill écrira que l'ingratitude de Franco envers ses parrains allemand et italien avait grandement servi la cause alliée en maintenant la base stratégique de Gibraltar sous le contrôle britannique. 
La non belligérance permit à l'Espagne de traverser le conflit sans s'impliquer directement et des années plus tard, elle devient membre de l'OTAN.
Les États-Unis étaient non belligérants jusqu'à l'attaque de Pearl Harbor mais non neutres puisqu'ils fournissaient des armes au Royaume-Uni.
Pendant la guerre du Viêt Nam, le Royaume-Uni était non belligéreant, car il ne participait au combat, mais non neutre puisqu'il supportait les États-Unis.
Pendant la guerre des Malouines, les États-Unis et la France s'étaient déclarés en soutien au Royaume-Uni, sans participer au combat mais en aidant à la préparation — ayant vendu des armes à l'Argentine, la France servit d'adversaire d'entraînement avec les mêmes armes.
La non-intervention franco-britannique pendant la guerre d'Espagne représente un choix de non-belligérance dans une situation dans laquelle il est assez difficile de déterminer ce que serait une position réellement neutre : dans une guerre civile les pays tiers ne sont pas censés traiter les deux camps de la même manière, mais indiquer quelle faction ils reconnaissent comme gouvernement légitime.
Lors de l’invasion russe de l'Ukraine en 2022, la Suisse, historiquement neutre, a fait le choix de prendre des sanctions contre la Russie. De ce fait, et pour la première fois de son histoire, la Suisse devint un état non belligérant et non neutre de la guerre russo-ukrainienne.